# Derek Cianfrance
Derek Cianfrance (Lakewood, 1974. január 23. –) amerikai filmrendező, forgatókönyvíró, filmproducer, operatőr és vágó.
Rendezőként és forgatókönyvíróként jegyzi a Blue Valentine (2010), a Túl a fenyvesen (2012) és a Fény az óceán felett (2016) című filmeket. A 2019-es A metál csendje című filmdráma forgatókönyvírójaként Oscar-díjra jelölték a legjobb eredeti forgatókönyvnek járó kategóriában.
2020-ban az Ez minden, amit tudok című HBO-minisorozat rendezője, írója és producere volt.

## Élete és pályafutása
A coloradói Lakewoodban született és nőtt fel. A Green Mountain High School tanulójaként érettségizett, ezután a University of Colorado Boulder hallgatója lett (egyes források szerint nem fejezte be tanulmányait), tanárai közt volt Stan Brakhage filmrendező is. 1998-ban debütált első rendezése, a Brother Tied a Sundance Filmfesztiválon.

## Magánélete
Shannon Plumb színész-rendező férje, két gyermekük született.

## Filmográfia

### Film
| Év   | Magyar cím           | Eredeti cím                | Feladatkör | Feladatkör | Feladatkör | Megjegyzések                           |
| Év   | Magyar cím           | Eredeti cím                | Rendező    | Író        | Producer   | Megjegyzések                           |
| ---- | -------------------- | -------------------------- | ---------- | ---------- | ---------- | -------------------------------------- |
| 1998 |                      | Brother Tied               | Igen       | Igen       | Nem        | operatőr és vágó                       |
| 2010 | Blue Valentine       | Blue Valentine             | Igen       | Igen       | Nem        | társíró: Joey Curtis és Cami Delavigne |
| 2012 | Túl a fenyvesen      | The Place Beyond the Pines | Igen       | Igen       | Nem        | társíró: Ben Coccio és Darius Marder   |
| 2016 | Fény az óceán felett | The Light Between Oceans   | Igen       | Igen       | Nem        |                                        |
| 2020 | A metál csendje      | Sound of Metal             | Nem        | Sztori     | Vezető     | társíró: Darius Marder                 |
| 2024 |                      | Exhibiting Forgiveness     | Nem        | Nem        | Igen       |                                        |

Filmszínész
- Towheads (2013) – Matt

### Televízió
| Év   | Magyar cím            | Eredeti cím              | Feladatkör | Feladatkör | Feladatkör      | Megjegyzések           |
| Év   | Magyar cím            | Eredeti cím              | Rendező    | Író        | Vezető producer | Megjegyzések           |
| ---- | --------------------- | ------------------------ | ---------- | ---------- | --------------- | ---------------------- |
| 2020 | Ez minden, amit tudok | I Know This Much Is True | Igen       | Igen       | Igen            | minisorozat (8 epizód) |

## Fordítás
- Ez a szócikk részben vagy egészben  a   Derek Cianfrance című angol Wikipédia-szócikk ezen változatának fordításán alapul.  Az eredeti cikk szerkesztőit annak laptörténete sorolja fel. Ez a jelzés csupán a megfogalmazás eredetét és a szerzői jogokat jelzi, nem szolgál a cikkben szereplő információk forrásmegjelöléseként.